# جيمس جستيس
جيمس جستيس (و. 1698 – 1763 م) هو Horticulturist ‏، وعالم نبات من مملكة إسكتلندا، كان عضوًا في الجمعية الملكية، توفي عن عمر يناهز 65 عاماً.

## جوائز
حصل على جوائز منها:

زميل في الجمعية الملكية